# Thomas Turek
Thomas Turek (* 3. Februar 1961 in Herten) ist ein deutscher Verfahrensingenieur und Hochschullehrer, der zurzeit an der Technischen Universität Clausthal tätig ist.

## Leben und Wirken
Turek studierte von 1980 bis 1982 Chemietechnik an der Universität Dortmund und von 1982 bis 1986 Chemieingenieurwesen an der Universität Karlsruhe. Dort promovierte er im Jahr 1992 am Institut für Chemische Verfahrenstechnik zum Thema „Katalytische Reduktion von Stickstoffmonoxid in einem rotierenden Wärmeübertrager“. Im Anschluss an seine Promotion war er bis 1993 zu einem Forschungsaufenthalt an der University of New South Wales in Sydney. Dort beschäftigte er sich mit unterschiedlichen heterogen katalysierten Verfahren, was zu seiner Habilitation an der Universität Karlsruhe 1999 beitrug. Von 2000 bis 2004 war er bei der Bayer AG beschäftigt, wo er das Fachgebiet Reaktionstechnik leitete und eine eigene Katalyse-Gruppe innerhalb der Bayer Technology Services GmbH aufbauen konnte.
Seit 2004 ist Turek Professor für Chemische Verfahrenstechnik an der TU Clausthal. Hierfür übernahm er die Leitung des Instituts für Chemische und Elektrochemische Verfahrenstechnik (ICVT). Neben dieser Tätigkeit ist bzw. war langjährig er im Vorstand von zwei Schwerpunktforschungszentren der Universität, dem Forschungszentrum Energiespeichertechnologien (EST) und dem Clausthaler Umwelttechnik Forschungszentrum (CUTEC). Aufgrund seiner Arbeit zum Thema Energiespeicher ist er Mitglied des Energie-Forschungszentrums Niedersachsen (EFZN) und Koordinator für das Forschungsfeld „Nachhaltige Energiesysteme“ an der TU Clausthal. Turek ist auch Mitglied des Fachbeirats des Fachbereichs „Umwelttechnik“ der Kommission Reinhaltung der Luft.
Durch diese breit gefächerte Forschung ist Turek Autor bzw. Co-Autor von mehr als 300 Publikationen.

## Forschungsschwerpunkte
Turek beschäftigt sich in seiner Forschung mit dem Thema Energiespeicherung. Neben der klassischen Reaktionstechnik und angewandten Katalyse gewinnt dabei die Forschung im Bereich Elektrochemie immer mehr an Bedeutung. Dabei wird nicht nur an der alkalischen Wasserelektrolyse gearbeitet, sondern auch die Weiterkonversion des erzeugten Wasserstoffs untersucht. Die Forschung zu Power-to-X lässt sich in katalytische Prozesse (Methanisierung, Fischer-Tropsch-Synthese) und die elektrochemische Umwandlung (CO2 Elektrolyse) unterteilen. Turek ist Sprecher der seit 2016 bestehenden DFG Forschergruppe zum Thema „Multiskalen-Analyse komplexer Dreiphasensysteme“. Im Rahmen dieser Forschung wird die Sauerstoffreduktion an Silber-Katalysatoren untersucht, um optimale Funktionsmaterialien für technisch bedeutsame elektrochemische Prozesse ermitteln zu können. Seit 2020 widmet er sich insbesondere der CO2 Elektrolyse. Weitere Forschungsschwerpunkte sind neben der Energiewandlung auch die Energiespeicherung in elektrochemischen Speichern wie Redox-Flow und Zink-Luft Batterien. Einen aktuellen Schwerpunkt stellt die Entwicklung eines großtechnischen Demonstrators für ein neues Prinzip der alkalischen Wasserelektrolyse im Rahmen des Programms „H2Giga“ der Bundesregierung dar

## Auszeichnungen
- 1991 Preis für Umweltforschung an der Universität Karlsruhe
- 1992 – 1993 Feodor-Lynen-Stipendium der Alexander von Humboldt Stiftung
- 1997 Hochschullehrer -Nachwuchspreis der DECHEMA
- 2000 Arnold-Eucken-Preis der VDI-Gesellschaft Verfahrenstechnik und Chemieingenieurwesen

## Veröffentlichungen (Auswahl)
- Katalytische Reduktion von Stickstoffmonoxid in einem rotierenden Wärmeübertrager. Dissertation, Universität Karlsruhe, 1992.
- Katalytische Entfernung von Distickstoffmonoxid aus Abgasen an zeolithischen Katalysatoren. Habilitation, Universität Karlsruhe, 1999.
- Energy Flows, Material Cycles and Global Development. Berlin: Springer 2011, ISBN 978-3-319-29495-7
- Chemische Reaktionstechnik. Berlin: Springer 2021, ISBN 978-3-662-63150-8